# 富田温一郎
富田 温一郎（とみた おんいちろう、1887年〈明治20年〉10月21日 - 1954年〈昭和29年〉7月15日）は、日本の洋画家。雅号は温信。

## 略歴
石川県金沢区中主馬町（現 金沢市菊川）の旧加賀藩藩士・富田信貫の長男として出生。
5、6歳の頃、父の富田信貫が石油事業を行うため新潟県に移住、中蒲原郡金津村・新津町（現 新潟市秋葉区）や新潟市下大川前通2ノ町（現 新潟市中央区）などに居住。
1906年（明治39年）3月に新潟中学校を卒業、1911年（明治44年）3月に東京美術学校西洋画科を卒業。
帝国劇場の背景を描く仕事の傍ら油彩画の制作を続け、1912年（明治45年）の第1回光風会展で『顏』と『藥』により最高賞の今村奨励賞を受賞、1914年（大正3年）の第8回文展で『大學校庭の初夏』が初入選、1920年（大正9年）の第2回帝展で『母の肖像』が特選、1922年（大正11年）の平和記念東京博覧会で『河口』により二等賞を受賞、1928年（昭和3年）の第9回帝展で『子供とその母』が特選。
1924年（大正13年）1月に中沢弘光らと白日会を創立、戦後、日展の審査員を4回（第3・6・8・10回）務めた。
1954年（昭和29年）7月15日午後5時15分に東京都台東区谷中清水町6番地（現 池之端4丁目）の自宅で胃癌のため死去、66歳没。墓所は谷中霊園。白日会の白日会展における特別賞「富田温一郎賞」に名を残す。
画風は穏やかな外光派風であった。

## 役職
- 白日会 常務理事[22]・代表[23]
- 日本水彩画会 総務[22]・顧問[24]

## 関連人物
- 富田信貫 - 父、加賀藩藩士、大日本帝国陸軍軍人、石油事業家。

島田一郎（大久保利通暗殺事件の主犯）の大久保利通を殺害する計画に同意し、島田に旅費を供与した。そのため1879年（明治12年）に禁獄10年の刑に処せられて入獄したが、減刑されて1886年（明治19年）に出獄した。
- 鈴木良治 - 新潟中学校と東京美術学校の同期、洋画家。

富田温一郎は鈴木とともに東京美術学校の入学試験を受けるため新潟中学校の先輩で東京美術学校2年生の渡辺軔（笠原軔）を頼って上京し、渡辺（笠原）が借りた東京市下谷区谷中の植木屋の一室で3人で自炊生活をして受験に備えた。
- 会津八一 - 新潟中学校の先輩、歌人、書家、美術史家。

富田温一郎は会津の家（現 北方文化博物館新潟分館）を訪問したり、会津は富田の家（現 東京都台東区池之端4丁目）に宿泊したり、富田の送別会（於 割烹・近江屋〈現 新潟市中央区古町通8番町〉）に出席したりしている。
- 藤田嗣治（レオナール・フジタ） - 東京美術学校の先輩、洋画家。

富田温一郎は藤田とともに清元節の師匠の所に通ったり、帝国劇場の背景部員として背景を描く仕事をしたりした。富田はフランスに帰化する藤田の日本における東京美術学校の最後の同窓会の7人の出席者の一人であった。